# Anabel Conde
Ana Isabel Conde Sánchez, nota come Anabel Conde (Fuengirola, 16 giugno 1975), è una cantante spagnola.

## Carriera
Nel 1995 ha partecipato all'Eurovision Song Contest 1995 svoltosi a Dublino. L'artista ha presentato la canzone Vuelve conmigo e si è classifica alla seconda posizione in finale.
Nel 2000 ha partecipato alle selezioni nazionali spagnole per l'Eurovision Song Contest 2000 in duetto con David Dominguez, ma ha chiuso le selezioni al quarto posto.
Nel 2005 è tornata all'Eurovision come corista per la cantante Marian van de Wal, rappresentante di Andorra.